# Koosa
Koosa (Duits: Kosa) is een plaats in de Estlandse gemeente Peipsiääre, provincie Tartumaa. De plaats heeft de status van dorp (Estisch: küla).
Tot in oktober 2017 hoorde Koosa bij de gemeente Vara. In die maand werd Vara bij de gemeente Peipsiääre gevoegd.
Het Koosameer (Estisch: Koosa järv) ligt niet bij Koosa, maar 10 km ten zuidoosten van de plaats. De rivier Kargaja (die trouwens in verbinding staat met het Koosameer) stroomt door Koosa. De Tugimaantee 43, de secundaire weg van Aovere naar Kasepää, komt ook door het dorp.

## Bevolking
De ontwikkeling van de bevolking blijkt uit het volgende staatje:
| Jaar            | 2000 | 2011 | 2018 | 2020 | 2021 |
| --------------- | ---- | ---- | ---- | ---- | ---- |
| Aantal inwoners | 599  | 474  | 499  | 486  | 473  |

## Geschiedenis
Koosa werd voor het eerst genoemd in 1582 als Kosakul. In 1585 heette het Kozakila en in 1592 Kosz. In 1601 werd het dorp genoemd als Koess unter Warbeck. Warbeck was een burcht op de noordelijke oever van de rivier Emajõgi, 15 km van Koosa vandaan. In 1627 had het de naam Kosa Kuella. Vanaf ca. 1630 viel Koosa onder het landgoed van Kawast (Kavastu in de gemeente Luunja).
In september 1944 werd bij Koosa hevig gevochten tussen de Wehrmacht en het Rode Leger.
Op 1 december 1913 overleed op de boerderij Plakso-Madise in Koosa de dichter Juhan Liiv. Er staat een gedenkplaat op de plaats waar de boerderij heeft gestaan.